# Panika (rejon orenburski)
Panika (ros. Паника) – wieś (sieło) w Rosji, w obwodzie orenburskim, w rejonie orenburskim. W 2010 liczyła 381 mieszkańców.